# Sam Rayburn (Texas)
Pour l’article homonyme, voir Sam Rayburn.
Sam Rayburn est une census-designated place située dans le comté de Jasper, dans l’État du Texas, aux États-Unis. Sa population s’élevait à 1 273 habitants lors du recensement de 2020.